# Marcellinus (biographe)
Marcellinus, ou Marcellinos, est le nom sous lequel nous est parvenu un écrivain de l'Antiquité tardive ou du Haut Moyen Âge, auteur d'une Vie de Thucydide. L'identité de cet écrivain est très incertaine, de même que l'époque à laquelle il a vécu. Son œuvre était souvent collationée avec des manuscrits de La Guerre du Péloponnèse.
Jacqueline de Romilly émet l'hypothèse qu'il s'agît de la même personne que Marcellus Orontius; il est par ailleurs d'après elle incertain s'il s'agit de l'auteur de la biographie ou bien des scholies. Il est probable que la Vie soit une juxtaposition de fragments de différents auteurs. 
Sa Vie, écrite plusieurs siècles après la mort de Thucydide, n'est pas fiable.